# Haarle (Hellendoorn)
Pour les articles homonymes, voir Haarle.
Haarle est un village situé dans la commune néerlandaise de Hellendoorn, dans la province d'Overijssel. Le 1er janvier 2007, le village comptait 2 220 habitants.